# Неолентин
Неолентин (Neolentinus) — рід грибів родини Gloeophyllaceae. Назва вперше опублікована 1985 року.

## Поширення та середовище існування
В Україні зростають Неолентин бокаловидний Neolentinus cyathiformis, Неолентин лускатий Neolentinus lepideus, Неолентин прирослий Neolentinus adhaerens.

## Галерея

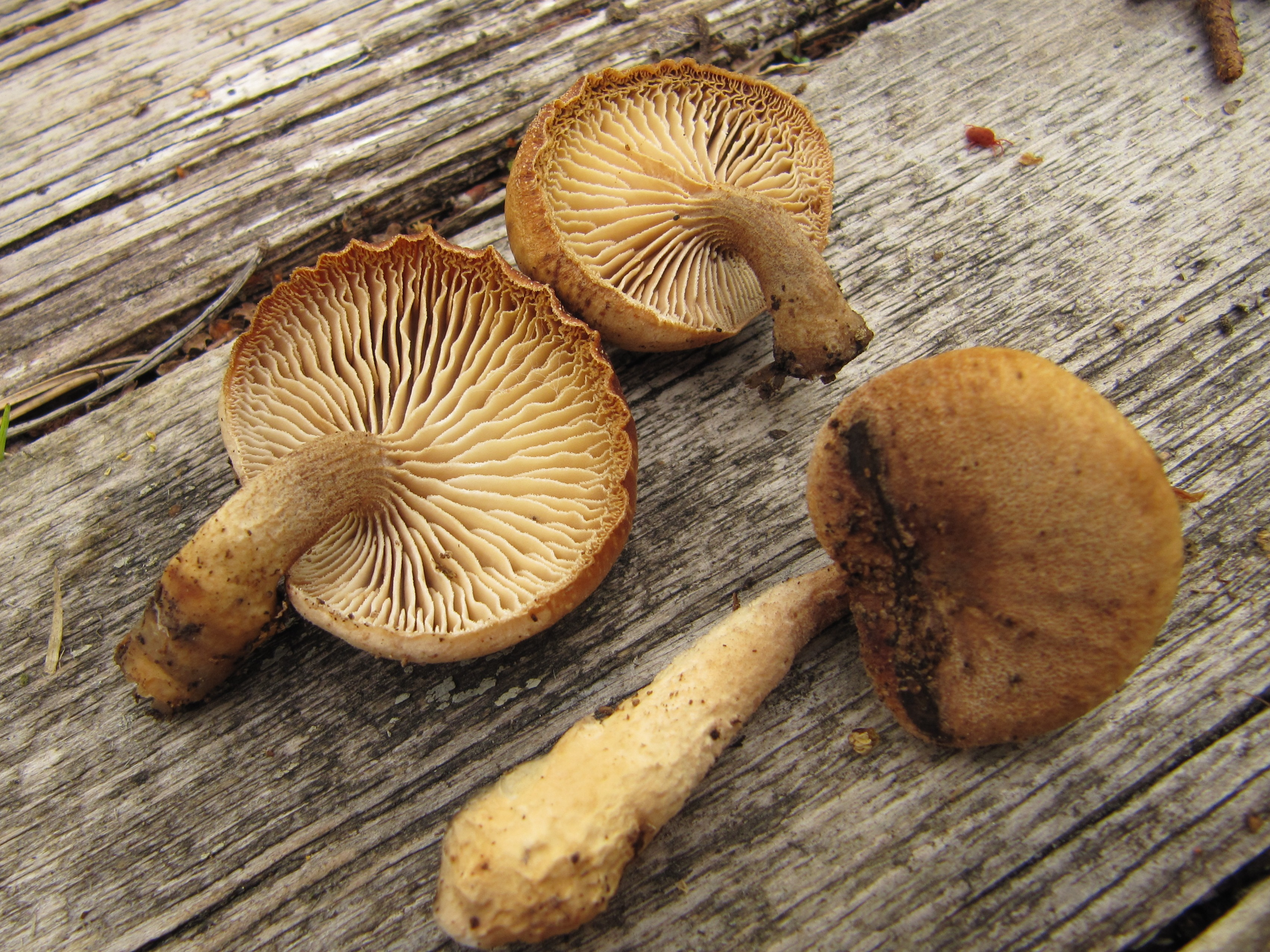
Neolentinus adhaerens
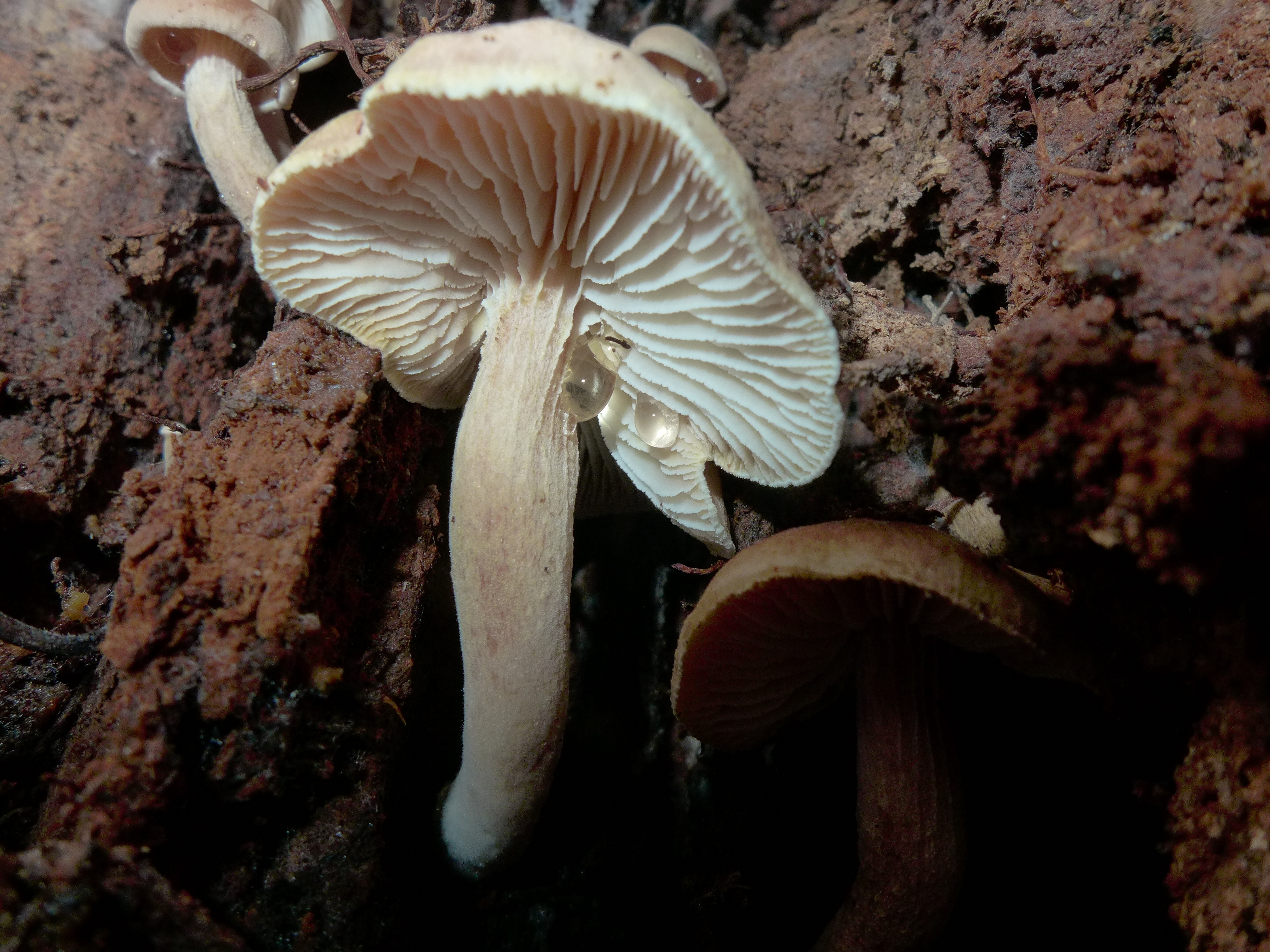
Neolentinus kauffmanii
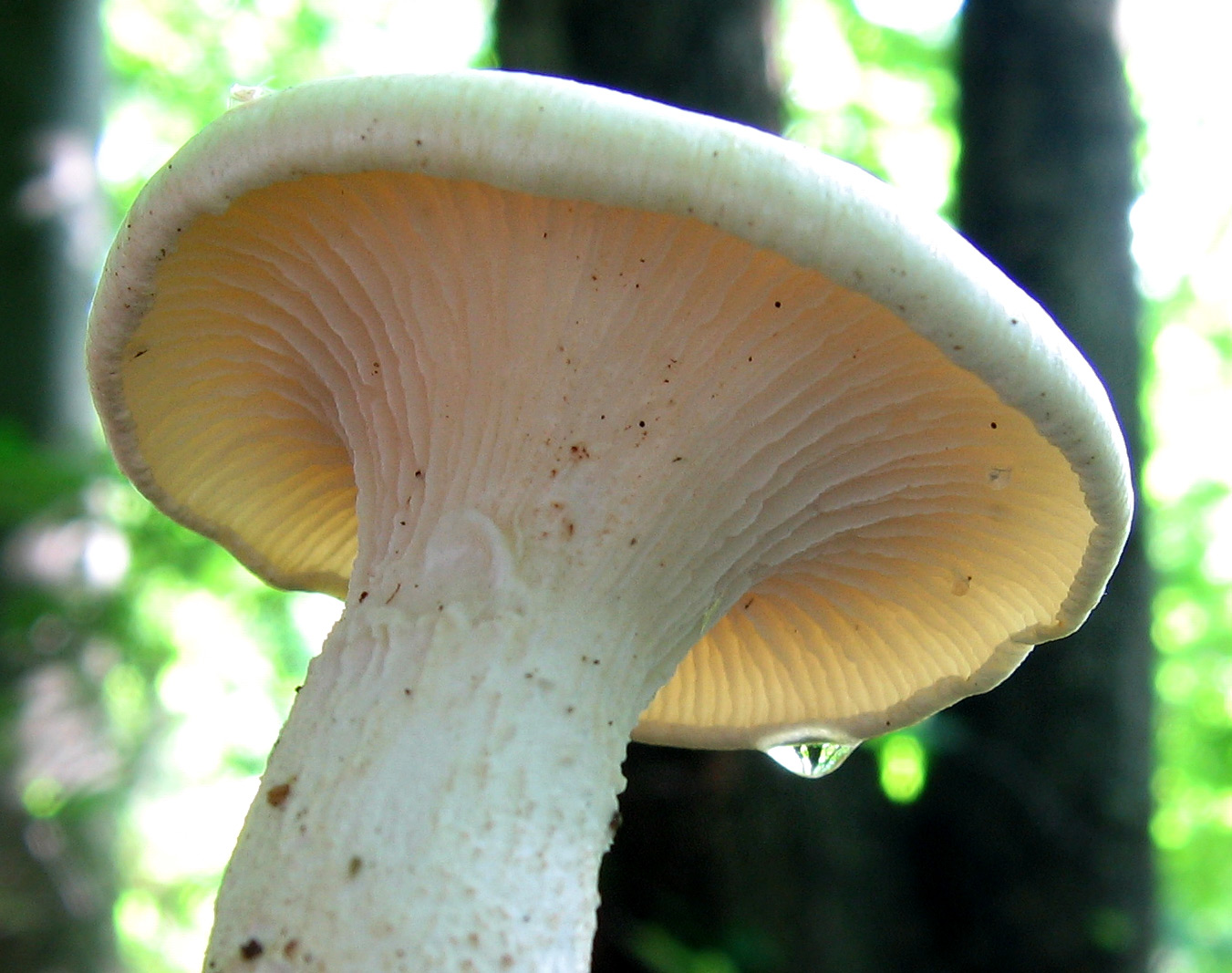
Neolentinus lepideus
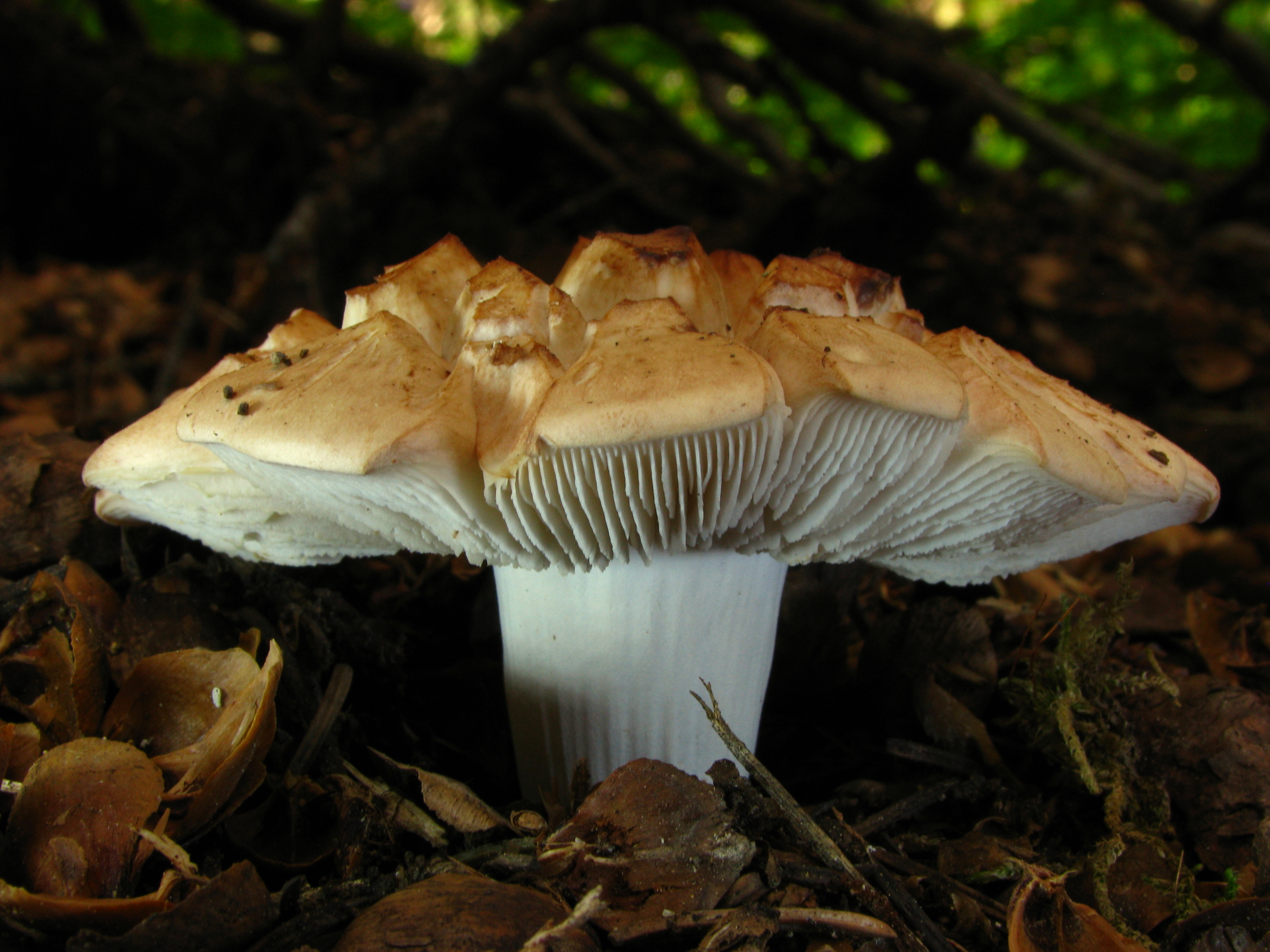
Neolentinus ponderosus
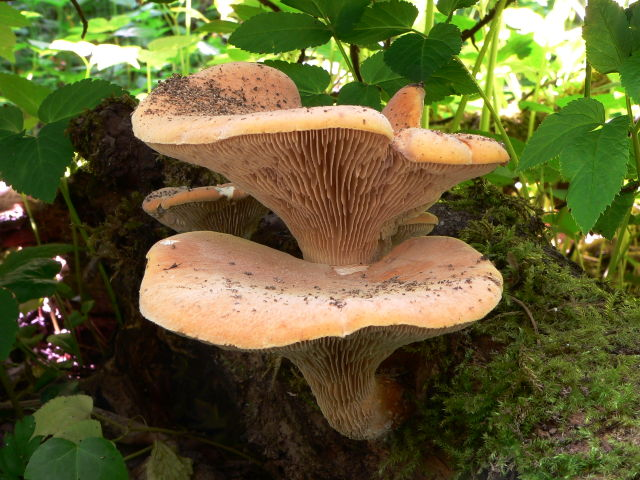
Neolentinus schaefferi

## Класифікація
Згідно з базою MycoBank до роду Neolentinus відносять 12 офіційно визнаних видів:
- Neolentinus adhaerens
- Neolentinus cirrhosus
- Neolentinus cyathiformis
- Neolentinus dactyloides
- Neolentinus degener
- Neolentinus kauffmanii
- Neolentinus lepideus
- Neolentinus pallidus
- Neolentinus papuanus
- Neolentinus ponderosus
- Neolentinus suffrutescens
- Neolentinus sulcatus